# Frans-Somaliland
Bij de kolonisatie (verovering) van oostelijk Afrika werd Somalië verdeeld onder Britten, Italianen en Fransen. Frans-Somaliland was het Franse deel van Somalië. De naam Frans-Somaliland werd in 1967 veranderd in Frans Territorium voor Afars en Issa's, nadat er een machtsverandering plaatsvond waarbij Fransen de Afar en Issa positioneerden over de Gadabuursi en Arabieren uit het land. Deze machtsverandering vond plaats na de dood van Jama Ali Moussa, de eerste staatshoofd van Frans-Somaliland. Bij de verkregen onafhankelijkheid in 1977 werd het land hernoemd tot Djibouti, wat overigens een inclusievere naam is voor de totale bevolking van het land.
Er bestond ook een Brits-Somaliland en een Italiaans-Somaliland die later samen het onafhankelijke Somalië vormden.